# راديوم هات (كولومبيا البريطانية)
راديوم هات (بالإنجليزية: Radium Hot Springs)‏ هي بلدة تقع في كندا في المقاطعة الإقليمية لشرق كوتيناي. يقدر عدد سكانها بـ 777 نسمة ومساحتها 6.31 كم2 وترتفع عن سطح البحر 808 متر.